# Mojżesz Koerner
Mojżesz (Mozes) Eliasz Koerner (ur. 1877 w Warszawie, zm. 25 grudnia 1966 w Tel Awiwie) – polski działacz społeczny żydowskiego pochodzenia, inżynier, senator I i II kadencji z miasta Warszawy z listy Bloku Mniejszości Narodowych

## Życiorys
Ukończył studia techniczne i został inżynierem. W latach 1919–1924 sprawował mandat radnego miasta stołecznego Warszawy. Ławnik Magistratu Miasta Stołecznego Warszawy w 1927 roku. W latach 1922–1930 sprawował mandat senatora dwóch kolejnych kadencji. Wchodził w skład zarządu Związku Miast Polskich a także Państwowej Rady Samorządowej. Przewodniczył także zarządowi Wodociągów i Kanalizacji m. st. Warszawy. W 1940 znalazł się w Palestynie. W 1947 otrzymał obywatelstwo Palestyny; w 1948 bez powodzenia kandydował do Knesetu; w 1951 uczestniczył w 23. Kongresie Syjonistycznym w Jerozolimie; w 1965 przeszedł na emeryturę i zamieszkał w domu opieki „Gila” w Yad-Eliahu.